# Albert Chamberland
Albert Chamberland   (Montreal, 12 d'octubre de 1886 - Ciutat de Quebec, 4 d'abril de 1975) va ser un violinista quebequès, compositor, director d'orquestra,
 productor musical i educador musical.
Com a violinista va actuar com a músic de cambra amb diversos conjunts, inclòs el Beethoven Trio amb qui va fer alguns primers enregistraments per a "His Master's Voice" durant la primera dècada del segle xx. Per a HMV va fer uns quants enregistraments en solitari i també va ser solista de concerts. Va actuar amb diverses orquestres, servint com la primera de lOrquestra Simfònica de Mont-real de concertista. Chamberland també va crear diverses composicions per a banda i orquestra.

## Adolescència i estudis
Nascut a Montreal, Chamberland va començar la seva formació musical a la seva ciutat natal amb Jean A. Duquette abans d'entrar al conservatori de la Universitat McGill, on va ser deixeble d'Alfred De Sève. La seva germana Luce era pianista de concert i estava casada amb el baixista Ulysse Paquin.

## Carrera
Chamberland va començar la seva carrera com a solista de violí el 1904 als 18 anys. Aviat va començar a tocar a lOrquestra Simfònica de Montreal de J. J.Goulet (sense relació amb l'orquestra actual d'aquest nom). Del 1907 al 1910 va formar part del Beethoven Trio i del 1910 al 1920 va tocar al Dubois String Quartet.
El 1920 Chamberland va ajudar a fundar lOrquestra Filharmònica de Mont-real. Aquell mateix any va ser nomenat el primer violinista del quartet de corda de Chamberland, del que també formava part Norman Herschorn (segon violí), Eugène Chartier (viola) i Raoul Duquette (violoncel). Va tocar amb aquest quartet fins al 1925. El 1921 va dirigir la "Societé du Musique de chambre". El 1932 es va convertir en membre de lOrquestra de Mont-real. Es va incorporar a la recentment creada Orquestra Simfònica de Montreal el 1934, exercint de concertista de l'orquestra (1934-1939) i després ajudant de direcció (1939-1948).
Chamberland va treballar com a productor musical per a la "Canadian Broadcasting Corporation" des de 1937 fins a 1952. Alguns dels programes que ell era responsable de la producció eren CBC Ràdio's The Little Simfonies i Récital. La seva producció compositiva era relativament petita, que consistia en un Allegro militaire per a banda, una Sérénade per a violí i piano, un Étude de concert d'après Rode i un Fantaisie amb la melodia Un Canadien errant. Va realitzar aquesta última obra al "Monument national" el 13 d'abril de 1926.
Chamberland va ensenyar música al llarg de la seva carrera, de manera privada i a les facultats de música del Conservatori de música del Québec a Mont-real, del Conservatori nacional de música i de l'escola Villa Maria. També va ser actiu com a jutge del concurs musical. Entre els seus estudiants hi ha Alexander Brott, Isabelle Delorme, René Gagnier, Norman Herschorn, Lucien Martin i Romain-Octave Pelletier II. Va morir a Mont-real el 1975 a l'edat de 88 anys.